# 圭亚那大区委员会
圭亚那大区委员会（法语: Conseil régional de la Guyane），是法国海外领地法属圭亚那过去的大区级立法机关。
大区委员会由31位成员组成，由圭亚那大区委员会主席主持。委员会设在卡宴附近的郊区。
2016年1月1日，圭亚那大区委员会停止存在，其职能交由新设立的圭亚那议会行使。